# رشید گورزاپ
رشید گورزاپ (انگلیسی: Reşit Gürzap؛ ۲۳ آوریل ۱۹۱۲ – ۹ ژوئیهٔ ۱۹۹۰) بازیگر اهل ترکیه بود.